# 天主教盧林教區
天主教盧林教區（拉丁語：Dioecesis Lurinensis）是秘魯一個羅馬天主教教區，屬利馬總教區。
教區成立於1996年12月14日，位於利馬省南部。2004年有教友2,313,000人（佔轄區總人口87.0%）、卅一個堂區、六十八名司鐸。現任教區主教為嘉祿·加西亞·卡馬德。